# Perečín
Perečín (ukrajinsky a rusínsky Перечин, Perečyn; maďarsky Perecseny; slovensky Perečín nebo Perečany, ojediněle německy Perezindorf) je město v Zakarpatské oblasti na západní Ukrajině. Leží na řece Uh, poblíž hranic se Slovenskem. Městem protéká říčka Vulšava, která se vlévá do Uže.
První zmínka pochází z roku 1427, status města má však teprve od roku 2004. Perečín je součástí okresu Užhorod, do července 2020 byl centrem zaniklého okresu Perečín. Má kolem 7 000 obyvatel. 
V Perečíně je administrativní centrum Perečínské městské komunity (ukrajinsky Перечинська міська громада) do které patří město Perečín a 4 vesnice, a to: 
- Voročovo, ukrajinsky Ворочово
- Zaričovo, ukrajinsky Зарічово
- Simerky, ukrajinsky Сімерки
- Simer, ukrajinsky Сімер

Perečínská městská komunita má rozlohu 144,53 km². V roce 2020 v ní žilo 12 728 obyvatel.

## Historie
První písemná zmínka o obci pochází z roku 1427, do roku 1918 patřil v rámci Habsburské monarchie k Zalitavsku (v Užské župě). Na tehdejší poměry se jednalo o nemalé sídlo, život zde byl ale těžký. Až do roku 1691 bylo sídlo vlastnictvím šlechtického rodu Drughetů. Na přelomu 17. a 18. století Perečín postihlo několik pohrom, např. hladomor hned v první dekádě 18. století. Rakócziho povstání situaci nezlepšilo. Výsledkem byl pokles obyvatel, kdy zde zůstalo žít jen několik málo rodin. Žili zde také Židé, z této doby se do současnosti dochovala budova synagogy, ačkoliv je využívána k jinému účelu.
Od roku 1894 tudy vede železnice Užhorod–Sjanky–Lvov. V téže době zde postavila německá společnost první větší továrnu, která ze dřeva zpracovávala smolu a další látky potřebné rpo chemickou výrobu. V roce 1903 zde žilo přes dva tisíce obyvatel.
V letech 1918–1938 bylo město součástí Československa, jako jedno z nejmenších okresních měst tehdejší Podkarpatské Rusi. Místní chemický závod získal od německého vlastníka Československý stát a později jej získala Živnobanka. Podnik byl modernizován a v letech 1922 až 1923 elektrifikován. V letech 1928 až 1930 zde byla postavena obecní škola. V téže době sem byla také zavedena elektřina. Upraveno bylo rovněž i koryto potoka. Počet obyvatel se zvyšoval jen pomalu; do konce období československé správy v oblasti dosáhl 2600 lidí.  V předvečer rozpadu druhé československé republiky zde probíhaly střety s jednotkami Karpatské Síče. V letech 1939–1944 byl Perečín okupován Maďarskem. 
Po roce 1945 se stal součástí Sovětského svazu jako součást Ukrajinské sovětské socialistické republiky. Na podzim roku 1946 zde začaly vycházet regionální noviny. Dne 30. května 1947 mu byl udělen status sídla městského typu, od roku 1991 je součástí samostatné Ukrajiny a až do 11. června 2004, kdy mu byl udělen status města, byla sídlem městského typu. V druhé polovině 20. století byl v Perečínu zřízen rozsáhlý průmyslový závod (Lesochemický kombinát). V roce 2020 se stalo součástí Užhorodského rajonu a je zde jen administrativní centrum  perečínské městské komunity.
Výhledově zde má vzniknout průmyslová zóna.

## Obyvatelstvo
Obyvatelstvo se hlásí drtivou většinou k ukrajinské národnosti. Roku 1989 zde žilo 7200 osob a v roce 2022 6 477 obyvatel.

## Kultura
V Perečínu se nachází socha v regionu legendárního pošťáka Fjodora Fekety. Stojí zde také dva pravoslavné kostely. Je zde také regionální muzeum.

## Školství
V Perečíně se nachází gymnázium a dále velká internátní škola.

## Doprava
Z Perečína vede regionální silnice č. R39 z Užhorodu do Sambiru (v centrální Ukrajině), která vede přes Užocký průsmyk.
Městem rovněž vede i železniční trať ze Sambiru přes Užocký průsmyk do Užhorodu. Na ní se nachází jediné nádraží v Perečíně. Na trať je napojen i areál bývalého Lesochemického kombinátu.

## Partnerská města
- Svitavy, Česko, 2017[8]
- Kramatorsk, Ukrajina[9]